# Un amico molto speciale
Un amico molto speciale (Le père Noël) è un film del 2014 diretto da Alexandre Coffre.

## Trama
Antoine è un bambino di sei anni, orfano del padre, che vive con la madre a Parigi. È la sera della vigilia di Natale. Tra gli altri doni, chiede a Babbo Natale di volare con lui e la sua slitta per poter rivedere il padre. La notte vede scendere sul suo balcone Babbo Natale, che è però un ladro camuffato. Lo seguirà nella notte, divenendo così il suo aiutante. Il finto Babbo Natale lo utilizzerà per cercare oro per far "ripartire" la sua slitta, in realtà per rubare preziosi che gli servono per pagare un debito con alcuni malfattori da cui è minacciato.
Nella notte, trascorsa sui tetti di Parigi, tra il bambino e il finto Babbo Natale nasce un'amicizia profonda piena di momenti teneri, tristi e di gioia. Entrambi imparano l'uno dall'altro. Il bambino capirà come non gli sarà più possibile rivedere il padre morto e come sia per lui importante la fortuna di avere ancora la madre. L'uomo, dopo una notte speciale, grazie all'amicizia nata, ritrova la strada dell'onestà. Antoine tornerà a casa dalla madre e un giorno al supermercato, giocando con la madre con delle ricetrasmittenti, risente la voce del suo amico speciale, ora divenuto commesso del supermercato e così i due si ritrovano, felici.

## Distribuzione
- 4 dicembre 2014 in Italia (al cinema), 16 dicembre 2017 (in tv).[1]
- 15 dicembre 2014 in Francia.[2]

Il film Un amico molto speciale (Le Père Noël, 2014) ha incassato complessivamente circa 4,7 milioni di dollari a livello mondiale, con una distribuzione internazionale che ha incluso Francia e Italia.

## Remake
Un adattamento italiano, In fuga con Babbo Natale, verrà distribuito da Netflix il 15 dicembre 2023, con protagonista Giampaolo Morelli.